# Curt Meyer
Curt Meyer (Bremerhaven, 19 de novembro de 1919 — Bergisch Gladbach, 18 de abril de 2011) foi um matemático alemão.
Fez contribuições significativas à teoria dos números.
Meyer nasceu em Bremerhaven, e obteve o doutorado na Universidade Humboldt de Berlim em 1950, orientado por Helmut Hasse. Em 1966 tornou-se professor de matemática da Universidade de Colônia, posto que manteve até 1985.
Entre seus resultados mais importantes está uma solução alternativa para o problema do número de classe 1, construída sobre o teorema de Stark–Heegner.